# CINRA
CINRAは、東京に拠点を置くデジタルクリエイティブエージェンシー。2006年に法人化され現在に至る。社名はCINRA, Inc.（登記名は株式会社cinra）。
自社ブランドである日本最大級のカルチャーメディア「CINRA.NET」、クリエイティブ業界に特化したキャリア支援サービス「CINRA.JOB」、アジア11都市を中心に展開するクリエイティブ・シティガイド「HereNow」、自分らしく生きる女性を祝福するライフ&カルチャーコミュニティ「She is」を運営。その他、企業ブランディング、インバウンドプロモーション、イベント制作など、企業ミッション「人に変化を、世界に想像力を。」を軸とした事業展開を行う。 過去に運営していた自社ブランドにカルチャーオンラインストア「CINRA.STORE」、カルチャースペース「MADO」がある。
13～19歳のためのオンラインスクール「Inspire High」は、CINRA,Inc.内のプロジェクトとしてスタート。2019年にInspire High, Inc.（株式会社Inspire High）が設立されCINRA,Inc.から独立した。

## 沿革、自社ブランドの歩み
2003年　活動開始。活動開始と同時に「CINRA.NET」をローンチ。
2004年　フリーCDマガジン「CINRA magazine」スタート
2006年　CINRA,Inc.設立
2009年　「CINRA .JOB」ローンチ
2012年　「CINRA .STORE」ローンチ
2015年　「HereNow」ローンチ
2017年　「MADO」オープン
2020年　「Inspire High」ローンチ、「CINRA.STORE」サービス終了、「MADO」クローズ

## 受託案件実績
主なものを以下に示す。
- コーポレートサイト / 株式会社アサツー ディ・ケイ
- 早稲田大学 オフィシャルサイト / 早稲田大学
- こちら、銀座 資生堂センデン部 / 株式会社資生堂
- リクルート新卒採用サイト / 株式会社リクルート
- 岩手県観光ポータルサイト構築・映像・PR / 岩手県
- SNS展「#もしもSNSがなかったら」 / LINEモバイル株式会社
- PR TIMESライブラリープロデュース / 株式会社PR TIMES
- JAXA広報紙「JAXAʼs」/ 国立研究開発法人宇宙航空研究開発機構

## 自社イベント
- 入場無料の音楽イベント「exPoP!!!!!」
- 街にカルチャーを みんなでつくる文化祭「NEWTOWN」
- 音楽イベント「CROSSING CARNIVAL」

## 資本業務提携パートナー
- 株式会社wondertrunk＆co.
- 黒潮文化有限公司